# Strezinja
Strezinja a 11. században élt horvát nemes, 1075 és 1089 között brebiri zsupán. 
A Šubić nemzetség második ismert tagja volt. Kíséretéhez már öt lovag tartozott, mely ékes bizonyítéka annak, hogy a zsupánia (megye) katonai parancsnoka volt. Emellett kezében volt több királyi jog is, így az igazságszolgáltatás, valamint a közterhek beszedésének joga. Neve arról a perről ismert, mely Biogradban zajlott egy birtok miatt közte, és Péter apát, a Szent János kolostor apátja között. Dmitar Zvonimir horvát király Ninben végül Péter javára döntött, így az ingatlan a kolostor birtokában maradt. Később II. István király kíséretében említik.